# Putgarten
Putgarten es un municipio situado en el distrito de Pomerania Occidental-Rügen, en el estado federado de Mecklemburgo-Pomerania Occidental (Alemania), a una altitud de 25 metros. Su población a finales de 2016 era de 200 habs. y su densidad poblacional, 16 hab/km².
Se encuentra a poca distancia del cabo Arkona.